# أل كروجر
أل كروجر (بالإنجليزية: Al Krueger) هو لاعب كرة قدم أمريكية أمريكي، ولد في 3 أبريل 1919 في أورانج في الولايات المتحدة، وتوفي في 20 فبراير 1999 في لانكستر في الولايات المتحدة.

## وصلات خارجية
- أل كروجر على موقع مرجع كرة القدم المحترفة.كوم (الإنجليزية)